# Colchicum serpentinum
Colchicum serpentinum là một loài thực vật có hoa trong họ Colchicaceae (họ Bả chó). Loài này được nhà khoa học Woronow ex Miscz miêu tả đầu tiên vào năm 1912.